# Ракель Ольмедо
Сіомара Анісія Орама Леаль, відоміша — Ракель Ольмедо (ісп. Siomara Anicia Orama Leal, mas conocido como Raquel Olmedo) (30 грудня 1937, Каїбарієн, Лас Вільяс, Куба) — мексиканська і кубинська актриса і співачка.

## Життєпис
Народилася 30 грудня 1937 року в Каїбарієні. Дебютувала, як оперна співачка в музичному театрі Куби. Вона випустила ряд музичних альбомів, співпрацюючи з компанією CBS. У 1963 році вирішила переїхати до Мексики та пов'язати своє життя з кінематографом. У 1967 році вона дебютувала там і знялася у 41 роботі в кіно та телесеріалах.

## Фільмографія

### Теленовели
- Пристрасть та влада / Pasión y poder (2015—2016) — Гізела Фуентес.
- Малькеріда (2014) — Роза Моліна
- Безодня пристрасті / Abismo de pasión (2012) — Рамона Гонсалес.
- Тереза (2010—2011) у ролі Оріани Гіхарро де Морено.
- Море кохання / Mar de amor (2009—2010) — Лус Гарабан.
- Перешкода коханню / Barrera de amor (2005—2006) — Хасінта Лопес Рейес Вда. де Вальядолід.
- Осіння шкіра / Piel de otoño (2005) — Тріана Галастегі.
- Дітям ура! / Vivan los niños! (2002—2003) — Аларіка Карадура.
- Atrévete a olvidarme (2001) — La Coronela.
- Амор гітано (1999) — Маніна.
- Есмеральда / Esmeralda (1997) у ролі Домінги.
- Bajo un mismo rostro (1995), — Кассандра Теодоракіс.
- Спіймана / Atrapada (1991—1992) у ролі Марсії Монтеро.
- Біле і чорне / Lo blanco y lo negro (1989) — Соледад.
- Encadenados (1988) у ролі Аліни.
- Мартін Гаратуза (1986) у ролі Принцеси де Еболі.
- Прокляття / El maleficio (1983—1984) — Хуліана П'єтрі.
- Еліза (1979) — Еліза.
- Вівіана (1978—1979) у ролі Соні.
- Доменіка Монтеро (1978) у ролі Норми.
- Lo imperdonable (1975—1976), — Берта Дюваль.
- La Tierra (1974—1975) — Раймунда.
- Cartas Sin призначення (1973)
- Las fieras (1972) у ролі Едіт Бріссон.
- Las gemelas (1972) — Лора.
- Хрест Маріси Крусес/ La Cruz de Marisa Cruces (1970—1971) — Карола.
- La casa de las fieras (1967)
- Тінь іншого / La sombra del otro (1963)

### Багатосезонні ситкоми
- Жінка, випадки із реального життя (2004) — 1 епізод

### Художні фільми
- На межі закону: «Місія порятунку» (1986) — Елоїза Араїса.
- Стрілець (1979)
- Площа Пуерто-Санто (1978) — Флоринда
- Плетуться павуки (1977) — Джулія.
- Лінії (1977)
- Обручі (1977)
- Коронація (1976) — Дора.
- Омен (1974)
- Двірник квартири (1973)
- Принеси їх живими чи мертвими (1972)
- Пепіто і дивовижна лампа (1971) — вчитель Пепіто.
- Завжди буває перший раз (1969)
- Дон Жуан 67 (1967)

## Театральні роботи

### Драматичний театр
- Відсутність Бога (2011)
- Між жінками (2009)
- 12 ворогуючих жінок (2009)
- Скрипаль на даху (2005)
- Леандри
- Криваве весілля
- Майбутній потоп
- Сьогодні Сальвадор Ново
- Плющ
- Свято голуба
- Кохання відьми Фалла
- Очі повні любові
- Романси і коридори (1979)
- Жіноче слово
- Те, що я змінюю, не дивно і Дама зі стилем.

### Музичний театр
- La Cosquilla
- Siempre en Domingo
- Espectacular Domeq
- Variedades de Media Noche
- Noche a Noche
- TV Musical Ossart

## Музика

### Студійні альбоми
- Mitad Mujer, Mitad Gaviota (1977)
- Tú, Siempre Tú (1979)
- No Señora (1980)
- La Fuerza De Una Voz Que Impone El Cambio (1982)
- Con el alma en cueros (2009)

### Пісні
- Preguntale
- Amantes sin memoria
- Soy tu mujer
- Ésta es mi vida
- -що un amor se termina
- He dejado todo por ti
- Yo triste
- Mañana ya ni vengas (1983)

## Нагороди і премії
За свою роботу на телебаченні Ракель Ольмедо була нагороджена зіркою у Пасео-де-лас-Лумінаріас, мексиканському еквіваленті Голлівудської алеї слави у 1984 році.

### Премія TVyNovelas
| Рік  | Номінація                                    | Серіал             | Підсумок  |
| ---- | -------------------------------------------- | ------------------ | --------- |
| 2013 | Найкраща акторка другого плану               | Безодня пристрасті | Перемога  |
| 2013 | Найкраща роль у виконанні заслуженої акторки | Безодня пристрасті | Номінація |
| 2006 | Найкраща роль у виконанні заслуженої акторки | Осіння шкіра       | Номінація |
| 1998 | Найкраща роль у виконанні заслуженої акторки | Есмеральда         | Номінація |

### Galardón a los Grandes 2011
| Категорія  | Особа          | Результат |
| ---------- | -------------- | --------- |
| Траєкторія | Ракель Ольмедо | Перемога  |

### Premios Califa de Oro
| Рік  | Категорія              | Програма / Теленовела | Результат |
| ---- | ---------------------- | --------------------- | --------- |
| 2006 | Основні характеристики | Перешкода коханню     | Перемога  |

### Premios Bravo
| Рік  | Категорія                                    | Номінація         | Результат |
| ---- | -------------------------------------------- | ----------------- | --------- |
| 2016 | Найкраща роль у виконанні заслуженої акторки | Пристрасть і сила | Перемога  |